# Centrolene gemmatum
Centrolene gemmatum är en groddjursart som först beskrevs av Flores 1985.  Centrolene gemmatum ingår i släktet Centrolene och familjen glasgrodor. IUCN kategoriserar arten globalt som akut hotad. Inga underarter finns listade i Catalogue of Life.